# خوان كارلوس راميريز
خوان كارلوس راميريز (بالإسبانية: Juan Carlos Ramírez)‏ مواليد 24 أبريل 1977 في سيوداد خواريز، ولاية شيواوا، المكسيك، هو ملاكم محترف مكسيكي يصنف ضمن فئة الوزن الخفيف.

## إحصائيات
خاض خلال مسيرته 46 نزالا، فاز في 37 ولم يتعادل وخسر في 9. فاز بالضربة القاضية في 16 نزالا.

## روابط خارجية
- خوان كارلوس راميريز على موقع بوكس ريك (الإنجليزية) (registration required)